# Ajmat Grozni
El FK Ajmat Grozni (en checheno: футболан клуб Ахмат Соьлжа-ГӀала; en ruso: Республиканский футбольный клуб Ахмат Грозный) es un club de fútbol de Grozny, la capital de la República de Chechenia, Rusia. El club fue fundado en 1946 y fue más conocido como Terek Grozni, denominación que mantuvo hasta 2017 cuando fue renombrado Ajmat en honor a Ajmat Kadýrov. El club disputa sus partidos como local en el Ajmat Arena y en la actualidad juega en la Liga Premier de Rusia. El verde y blanco, en menor medida, son los colores tradicionales del club.
El presidente de la República de Chechenia, Ramzan Kadyrov, fue presidente y mecenas del Terek de 2004 a 2011. Precisamente en 2004 el club conquistó el único título oficial que figura en su palmarés, la Copa de Rusia, al vencer por un gol a cero al Krylia Sovetov Samara.

## Historia
Fundado en 1946 con el nombre de Dynamo, pasó a llamarse posteriormente Neftyanik (1948), Terek (1958) y finalmente Ajmat (2017). Su actual presidente es Ramzan Kadírov. Durante la década de los noventa, el club desapareció en diferentes momentos, y de hecho no participó en los campeonatos rusos de fútbol durante las dos guerras chechenas.
En 2004 el equipo ganó la Copa de Rusia y ascendió a la Liga Premier de Rusia, clasificándose para jugar la Copa de la UEFA el año siguiente, en el que fue eliminado en la primera eliminatoria. La conflictiva situación de Chechenia provocó que durante un tiempo el equipo jugase sus partidos como local en la ciudad de Pyatigorsk, en la región de Stávropol. En competición europea ha disputado los partidos en Moscú. Antes del inicio de la temporada 2008, la Unión Rusa de Fútbol le garantizó poder jugar los partidos como local en su ciudad, Grozny.
El 7 de junio de 2017 el club cambió de nombre del histórico FC Terek a FC Akhmat, en honor al expresidente checheno fallecido Akhmad Kadyrov. Según su hijo Ramzan Kadyrov, presidente de la República Chechena y dueño del club, el cambio de nombre se produjo a petición de los aficionados.

## Palmarés

### Torneos nacionales
| Competición nacional     | Títulos  | Subcampeonatos |
| ------------------------ | -------- | -------------- |
| Copa de Rusia (1/0)      | 2003-04. |                |
| Supercopa de Rusia (0/1) |          | 2005.          |

## Participación en competiciones de la UEFA
| Temporada | Torneo   | Ronda             | Club        | Casa | Visita | Global |  |
| --------- | -------- | ----------------- | ----------- | ---- | ------ | ------ |  |
| 2004–05   | UEFA Cup | 2ª Clasificatoria | Lech Poznań | 1–0  | 1–0    | 2–0    |  |
| 2004–05   | UEFA Cup | 1                 | Basel       | 1–1  | 0–2    | 1–3    |  |